# Carme Aguadé i Cortés
Carme Aguadé i Cortés   (Barcelona, 1920 - Barcelona, 9 d'agost de 2013) va ser una reconeguda pintora catalana que va viure principalment a Barcelona, però també en l'exili a París i Mèxic.

## Vida i obra
Filla de la pintora i pianista Carme Cortès i Lladó (1892-1979) i del metge i polític Jaume Aiguader i Miró (1882-1943), als quinze anys ja pintava i estudiava a l'Acadèmia Gilabert del carrer de Petritxol.
La guerra i l'exili familiar interromperen la seva formació i a París (a partir del 1939, quan ella tenia 19 anys) entrà en contacte amb els moviments artístics contemporanis. De París, la família es traslladà a la Ciutat de Mèxic el 1941, i després a Monterrey, Nuevo León, on la seva mare, a part de continuar pintant, es distingí per fundar l’Escola d’Arts Plàstiques a la Universitat de Monterrey. La família tornà a Catalunya cap al 1959, aquesta vegada amb el padrastre, l'escultor asturià també en exili, Julio Ríos Padruno, però hagueren de tornar a Mèxic per raons econòmiques. Tot i així, la Carme Aguadé restà a Barcelona, primer estudiant al taller d'Ignasi Mundó i després fent-se un nom com a artista.
La seva pintura s'inicia en els paisatges intimistes i hi torna, ara a un paisatgisme amb imatges sintètiques i minimalistes, després de transitar per una pintura que es replega durant un temps en la ciutat abstracta i geomètrica, plena d'objectes de la vida quotidiana, i després per una pintura lligada als signes, art pop i publicitat, seguida d'una etapa amb tècniques industrials (aerògraf, etc.) i de grafit amb aproximacions hiperrealistes. El seu estil destaca per una reducció geomètrica de les formes naturals i uns colors suaus i plans.

## Vida personal
Va casar-se amb en Frederic Rahola i d'Espona, primer Síndic de Greuges de Catalunya, amb qui tingueren cinc fills. Un dels seus fills era l'editor i polític Frederic Rahola i Aguadé (Editorial Teide). Els seus dos germans eren en Jaume Anton Aguadé Cortés i en Cristian Aguadé Cortés, autor del llibre Memòries d’un català de Xile. Una història de l'exili del 39.

## Exposicions
D'acord amb l'Agustí Fancelli, d'El País, l'artista va fer la seva primera exposició el 1961, tot i que no s'indica si fou individual o col·lectiva.
- 1961 - primera exposició.[2]

### Exposicions individuals
Entre les moltes exposicions de l'artista, hi ha les següents exposicions individuals:
- 1967 - Aguadé, Sala del Prado del Ateneo de Madrid, març del 1967.
- 1968 - Institut d'Estudis Nord-americans, Barcelona.[6]
- 1971 - Carme Aguadé: Pintura - Serigrafia - Tridimensional, Galeria AS, Barcelona, 25/5/1971-16/6/1971.
- 1973 - Carme Mª. Aguadé, Galeries Pecanins, Barcelona, 26/4/1973-26/5/1973.
- 1978 - Aguadé, Galería Ciento, Barcelona, 15/2/1978-10/3/1978.
- 1979 - Pintures i serigrafies de Carme Aguadé («El 21 de novembre de 1979...pintures i serigrafies de Carme Aguadé»), Galeria Eude, Barcelona, 11/1979-12/1979.
- 1981 - Carme Aguadé, Galeria Cadaqués i Galeria Sa Llumenera, Cadaqués, 11/4/1981-16/4/1981.
- 1983 - Exposició Carme Aguadé Pintures, Galeria ART-3, Figueres, 5/2/1983-4/3/1983.
- 1983? - Carme Aguadé Instituto de Estudios Norteamericanos, Barcelona, 18/1/[1983?].
- 1984 - Carme Aguadé, Galeria Punto, València, 7/6/1984.
- 1985 - Carmen Aguadé, Galeria Eude, Barcelona, 13/3/1985.
- 1986 - Papers, Galeria Nomen, Barcelona, del 1 al 31 de desembre.[7][2]
- 1988 - Carme Aguadé presenta Pintures i Papers, Galeria ExpoArt, Girona, 11/3/1988-6/4/1988.
- 1988-1989 - Carme Aguadé. Pintures, Galeria Nomen, Barcelona, 12/12/1988-20/1/1989.
- 1992 - Carme Aguadé. Pintures, Galeria d'Art, Figueres, 25/4/1992-21/5/1992.
- 1993 - Carme Aguadé. Pintures, Galeria Eude, Barcelona, 9/12/1993.
- 1995 - Carme Aguadé. Primera antològica, Sala La Plana de l'Om, Manresa, 3/2/1995-26/2/1995.
- 1997 - "galeria eude es complau...carme aguade" (Barcelona, Galeria Eude, 25/11/1997).
- 1998 - "Canals Galeria d'Art es complau...Carme Aguadé" (Sant Cugat, Canals Galeria d'Art, 3/11/1998).
- 2000 - Aguadé (Barcelona, Galeria Eude, 24/10/2000-25/11/2000).
- 2001 - Carmen Maria Aguadé Cortés (Barcelona, Galeria Eude, 2/12/[post. 2001]-15/1/[post. 2001]).
- 2002-2003 - Carme Aguadé i el positiu compromís pictòric (Barcelona, Galeria Eude, 26/11/2002-11/1/2003).
- 2004-2005 - "Galeria Eude es complau...Carme Aguadé" (Barcelona, galería Eude, 2/12/2004-15/01/2005).
- 2008 - Obra recent, Galeria Eude, Barcelona, del 10 de gener al 20 de febrer.[11][12]